# Endless Harmony Soundtrack
Endless Harmony Soundtrack es un álbum antología con material nunca antes editado por The Beach Boys, publicado originalmente por Capitol Records en agosto de 1998. Llamado así por la canción "Endless Harmony" de Bruce Johnston que aparece en el álbum Keepin' the Summer Alive de 1980, este álbum fue pensado en relación con el documental del mismo nombre, de allí deriva la palabra soundtrack. Este álbum fue reeditado en marzo de 2000 con un cambio en el arte de tapa, poco después la edición original de 1998 (con la tapa de color naranja/amarillo) se ha eliminado.

## Antecedentes
Endless Harmony se proyectó poco después de la muerte del miembro fundador Carl Wilson, quien murió de cáncer de pulmón en febrero de 1998. En este punto, Brian Wilson decidió que la banda estaba oficialmente terminada, y se desvinculó de cualquier actividad de grupo más allá. En desacuerdo con Mike Love, quien continuó, Al Jardine también se retiró. Tanto Love como Bruce Johnston (con su acto de conciertos) continuaban actuando en directo como The Beach Boys, hasta que los cinco miembros supervivientes se reunieron para su 50 aniversario en 2012.
Endless Harmony Soundtrack se modela como el álbum de The Beatles Antología, con versiones alternativas e interpretaciones en vivo de las canciones, así como inéditos. Abarca desde una remezcla en estéreo de 1963 de «Surfer Girl» hasta una grabación de la inédita «Loop de Loop (Flip Flop Flyin' in an Aeroplane)», de 1969. El álbum también incluye un breve fragmento de Brian Wilson y Van Dyke Parks, de la época de SMiLE (1966).
Endless Harmony Soundtrack nunca llegó a las listas de Estados Unidos ni del Reino Unido. Aunque el álbum no fue un éxito comercial, alentó a Capitol Records para emitir un paquete de archivos más completo en  Hawthorne, CA, lanzado en mayo de 2001.

## Lista de canciones
Todas escritas por Brian Wilson/Mike Love, excepto cuando se indica.
1. "Soulful Old Man Sunshine" (extracto de sesión) (Brian Wilson/Rick Henn) – 0:42
2. "Soulful Old Man Sunshine" (Brian Wilson/Rick Henn) – 3:25
3. "Radio Concert Promo 1" – 0:15
4. "Medley: Surfin' Safari/Fun, Fun, Fun/Shut Down/Little Deuce Coupe/Surfin' USA" (en vivo) (Brian Wilson/Love/Roger Christian/Chuck Berry) – 3:33
  - Grabado el 22 de octubre de 1966 en Michigan
5. "Surfer Girl" (mezcla biaural) (Brian Wilson) – 2:27
  - Esta versión en la edición de 2000 es una mezcla a cappella
6. "Help Me, Rhonda" (versión alternativa de sencillo) – 2:50
7. "Kiss Me, Baby" (mezcla estéreo) – 2:42
8. "California Girls" (mezcla estéreo) – 2:44
9. "Good Vibrations" (en vivo) – 3:40
  - Grabado en el ensayo en Londres el 8 de diciembre de 1968
10. "Heroes and Villains (demo)" (Brian Wilson/Van Dyke Parks) – 2:27
  - Grabado el 4 de noviembre de 1966, tiene fragmentos de "I'm in Great Shape" y "Barnyard"
11. "Heroes and Villains" (en vivo) (Brian Wilson/Parks) – 3:40
  - Pista descartada del álbum The Beach Boys in Concert de 1973
12. "God Only Knows" (en vivo) (Brian Wilson/Tony Asher) – 2:45
  - En realidad, una grabación en vivo/estudio en septiembre de 1967
13. "Radio Concert Promo 2" – 0:15
14. "Darlin'" (en vivo) – 2:26
  - Grabado el 21 de junio en 1980 en Knebworth
15. "Wonderful"/"Don't Worry Bill" (Brian Wilson/Parks/Ricky Fataar/Blondie Chaplin/Steve Fataar/Brother Fataar) – 5:52
  - Es una mezcla de "Wonderful" (canción de Smile') y una canción del grupo The Flame (también conocido como "The Flames") llamada "Don't Worry Bill" grabada el 23 de noviembre de 1972 en el Carnegie Hall en New York City
16. "Do It Again" (primera versión) – 2:30
17. "Break Away" (demo) (Brian Wilson/Reggie Dunbar) – 2:38
  - "Reggie Dunbar" es un seudónimo de Murry Wilson
18. "Sail Plane Song" (Brian Wilson/Carl Wilson) – 2:12
19. "Loop de Loop (Flip Flop Flyin' in an Aeroplane)" (Brian Wilson/Carl Wilson/Al Jardine) – 2:56
  - La grabación comenzó en marzo de 1969, fue terminada por Al Jardine en julio de 1998
20. "Barbara" (Dennis Wilson) – 2:58
21. "'Til I Die" (versión alternativa) (Brian Wilson) – 4:52
22. "Long Promised Road" (en vivo) (Carl Wilson/Jack Rieley) – 4:17
  - Grabado en el 23 de noviembre de 1972 en el Carnegie Hall en New York City
23. "All Alone" (Carli Muñoz) – 3:36
24. "Brian's Back" (Love) – 4:07
  - Escrita por el regreso de Brian en 1976
25. "Endless Harmony" (Bruce Johnston) – 3:29
  - Incluye una pista oculta de una mezcla a capella de "Kiss Me, Baby" después de que termine la canción